# Кан-10
Кан 10-й кантон (фр. Canton de Caen-10) — упраздненный кантон во Франции, находился в регионе Нижняя Нормандия. Департамент кантона — Кальвадос. Входил в состав округа Кан. Население кантона на 2006 год составляло 22 807 человек.
Код INSEE кантона 1446. Всего в кантон Кан 10-й кантон входило 3 коммун, из них главной коммуной являлась Кан.

## Коммуны кантона
- Кормель-ле-Руайяль — население 4452 чел.
- Иф (Кальвадос) — население 10684 чел.